# Orlester Watson Cavanaugh
Orlester Watson Cavanaugh (* 2. Februar 1939 in Indianapolis; † 3. November 2005 ebenda) war ein US-amerikanischer Schlagzeuger und Sänger. Er war auch unter den Künstlernamen Toni Cavana und Lee Patterson bekannt. Den größten Erfolg hatte er mit der Gospelgesangsgruppe Lee Patterson Singers.

## Leben
Cavanaugh kam als GI in den 1950er Jahren nach Deutschland. Dort war er als Fallschirmjäger der United States Air Force in der Nähe von Mannheim stationiert. Zu dieser Zeit trat er auch zur Truppenunterhaltung als Sänger auf und lernte so ganz Deutschland kennen. Nach der Beendigung seines Wehrdienstes kehrte er nach Deutschland zurück und schloss sich der Hamburger Beat-Szene an. Er spielte 1960 mehrere Auftritte als Schlagzeuger mit den Jets, einer Liveband mit Tony Sheridan, die regelmäßig im Top Ten auf der Hamburger Reeperbahn gastierten. Bei den Jets erhielt er auf Grund seiner Hautfarbe den Spitznamen „Neger-Tony“. Mit Tony Sheridan spielte er auch in der „Star Combo“ um 1963/64, wo er sich auch mit ihm den Gesang gelegentlich teilte. Vom Frühjahr 1962 bis Herbst 1962 war er bei der Band The Bats aktiv. 1964 erschien die LP Rock’n Twist Slop Hully Gully unter dem Namen Toni Cavanaugh and the Liverpool Triumphs auf dem Label Sommerset Records.
1965 erhielt er einen Solistenvertrag bei Teldec. Unter dem Namen Toni Cavana and his Beat Brothers erschien 1966 die Single Niemand ist ein Engel/B-Seite: Dann sag nein, die Cavanaugh auf Deutsch einsang. Die „Beat Brothers“ waren unter anderem Kingsize Taylor (Gitarre), Howie Casey (Saxofon), John Philipps (Saxofon), Jimmy Doyle (Schlagzeug), sowie Mitglieder der Band The Blizzards. Darauf folgte die Single Little Clementine (B-Seite: Mein schönster Tag). 1968 erschien das Album Oh Soul Mio als Toni Cavana and the Fabs.
Er sang außerdem bei der Hard-Rock-Gruppe Asterix (Vorgängerband von Lucifer’s Friend). In den 1970ern versuchte er sich unter dem Künstlernamen Lee Patterson sowohl solo als auch mit den Lee Patterson Singers als Gospel-Sänger zu etablieren. Mit dieser Gruppe hatte er seinen größten Erfolg.
Als Mitglied der Chikago-Hausband Rock Circus sang er 1979 als Lee Patterson mit Herbert Hildebrandt (ex-The Rattles) zusammen Sweet Nothing auf der Kompilation Live im Chikago. 1980 wurde mit den Liedern Sittin’ on the Dock of the Bay und Singin’ the Blues das letzte Lebenszeichen des Sängers und Schlagzeugers auf der Kompilation Live im Star-Club veröffentlicht.
Im Rahmen der Recherchen zu seinem Buch Tausend Nadelstiche fand Bernd Matheja heraus, dass Cavanaugh zurück in die USA reiste und sich dort nie wieder musikalisch betätigte. Unter einem Aneurysma leidend verblieb er bis 2005 in einem Pflegeheim in Indianapolis, wo er am 3. November 2005 verstarb. Wegen seiner Erkrankung konnte er sich an kaum noch etwas aus seiner Hamburger Zeit erinnern.
Er hatte in Hamburg einen Sohn und einen Enkel.
Sein Lied Hummeltwist von der LP Rock’n Twist Slop Hully Gully wurde auf zahlreichen Kompilationen zur Hamburger Beat-Zeit veröffentlicht und ist außerdem Franz Doblers  Kompilation Perlen deutschsprachiger Popmusik Vol. IV: On the Road Again Mama als Intro beigefügt.

## Diskografie (Auswahl)

### Singles
- Toni Cavana and his Beat Brothers: Niemand ist ein Engel/B-Seite: Dann sag nein (1966)
- Toni Cavana: Little Clementine/Mein schönster Tag (1966)
- Lee Patterson Singers: So High/Just a Closer Walk with Thee (1970)
- Lee Patterson Singers: Oh Happy Day/Amen (1974)

### Alben
- Toni Cavanaugh and the Liverpool Triumphs: Rock’n Twist Slop Hully Gully (1964)
- Toni Cavana and the Fabs: Oh Soul Mio (1968)
- Asterix: Asterix (1970)
- Lee Patterson Singers: My Sweet Lord (1971)
- Lee Patterson Singers: Oh Happy Day (1974)
- Lee Patterson Singers: Gospel Masters (Kompilation, 2005)

### Kompilationen
- Lee Patterson: Sweet Nothing auf Live im Chikago (1979)
- Lee Patterson: Sittin’ on the Dock of the Bay und Singin’ the Blues auf Live im Star-Club (1980)
- Diverse auf Damals in Hamburg (1999)
- Toni Cavanaugh: Hummeltwist auf Perlen deutschsprachiger Popmusik Vol. IV: On the Road Again Mama (2007)